# Isabelle Papineau-Couture
Isabelle Papineau-Couture geborene Baudoin (* 6. Juli 1918 in Montreal; † 22. Oktober 1987 ebenda) war eine kanadische Autorin.

## Leben
Isabelle Baudoin heiratete 1944 den Komponisten Jean Papineau-Couture. Von 1953 bis 1968 war sie Schatzmeisterin der Société de musique canadienne. In den 1970er Jahren arbeitete sie an der Zusammenstellung und Klassifizierung der Archive des Montreal Symphony Orchestra. Sie verfasste Gedichte, von denen Nuit polaire von ihrem Mann vertont wurde, und schrieb auch Beiträge für die Canadian Encyclopedia. Papineau-Couture war die Nichte des Komponisten Charles Baudoin und Mutter des Instrumentenbauers und Flötisten François Papineau-Couture.